# Maria Holaus
Maria Holaus (Brixen im Thale, 19 december 1983) is een voormalige professionele alpineskiër uit Oostenrijk. Haar specialiteiten waren de afdaling en de Super G.

## Carrièrehoogtepunten
FIS World Ski Championships
2001 - Verbier, tweede op de afdaling (junioren)
2007 - Are, 21ste op de afdaling
Wereld Beker
2007 - San Sicario/Sestriere, derde op de afdaling
2008 - Cortina d'Ampezzo, eerste op super G
2008 - St. Moritz, tweede op de afdaling
Europese Beker
2002 - Altenmarkt-Zauchensee (1), eerste op de afdaling
2002 - Altenmarkt-Zauchensee (2), eerste op de afdaling
2006 - Altenmarkt-Zauchensee, eerste op de afdaling
2006 - Altenmarkt-Zauchensee, tweede op de super G
2006 - Hemsedal (1), tweede op de super G
2006 - Hemsedal (2), eerste op de super G
2007 - St. Moritz, tweede op de super G
Nationale Kampioenschappen
2006 - Altenmarkt-Zauchensee, eerste op de afdaling